# Pierre Sinibaldi
Pierre Sinibaldi (Montegrosso, 29 februari 1924 – Toulon, 24 januari 2012) was een Franse voetballer en voetbalcoach.

## Speler
Pierre Sinibaldi werd geboren op het eiland Corsica. Op jonge leeftijd begon hij te voetballen bij een clubje uit Marseille, Sporting Victor-Hugo de Marseille. In 1942, Sinibaldi was toen 18 jaar, verhuisde hij naar Troyes AC. Ook hier bleef hij op amateurniveau voetballen. Na slechts twee seizoenen trok de Corsicaan naar Stade de Reims, waar in 1948 de overstap naar een professioneel niveau werd gemaakt. In 1949 en 1953 won hij de landstitel in Frankrijk. In 1947 werd hij topschutter in de competitie.
In 1953, na het winnen van z'n laatste titel, trok Sinibaldi naar Ligue 2 waar hij ging voetballen voor FC Nantes. Maar na slechts één seizoen vertrok hij opnieuw. De aanvaller tekende een contract bij Olympique Lyon. Hier speelde hij echter maar één wedstrijd. In 1955 speelde hij nog één seizoen voor Perpignan FC, een club uit Ligue 2.
Sinibaldi speelde ook twee keer voor het Frans voetbalelftal.

## Trainer
Van 1956 tot 1959 was hij speler-trainer bij Perpignan Canet FC. Voortaan was hij bondscoach van Luxemburg. Hij bleef dat één jaar (acht interlands).
In 1960 ging Sinibaldi voor de eerste keer aan de slag als trainer van RSC Anderlecht. Hij werd de opvolger van Bill Gormlie, die tien seizoenen coach was van Anderlecht. Sinibaldi bracht een aanvallende ingesteldheid in het spel van Anderlecht. Met namen zoals onder meer Paul Van Himst, Jan Mulder en Wilfried Puis won Anderlecht onder het gezag van Sinibaldi de landstitel in 1962, 1964, 1965 en 1966. Omdat Anderlecht in eigen land kon domineren en dat niet in het buitenland kon, werd Sinibaldi in '66 vervangen door András Béres.
Sinibaldi ging in '66 weer in Frankrijk aan de slag. Hij werd trainer van AS Monaco, maar kon er geen enkele trofee winnen. In Anderlecht waren ze hem ondertussen nog niet vergeten. Na het teleurstellende werk van coaches András Béres en Norberto Höfling snakten zowel het bestuur als de supporters naar de gouden periode onder trainer Sinibaldi. Dus keerde de Corsicaan in 1970 terug naar Brussel. Niet voor lang, want na één seizoen zonder prijs liet RSC Anderlecht hem weer gaan.
Sinibaldi kwam in 1971 terecht in de Spaanse competitie, waarin hij coach werd van UD Las Palmas. Hij bleef tot 1975 bij de club en ging daarna één seizoen coachen bij Sporting de Gijón.
Na een rustperiode van zo'n drie jaar begon de toen 55-jarige Sinibaldi aan zijn laatste club als trainer. Hij werd gedurende één seizoen in de Ligue 2 coach van Sporting Toulon Var. In 1980 zette hij definitief een punt achter zijn sportieve loopbaan. Hij overleed op 24 januari 2012 op 87-jarige leeftijd te Toulon.

## Palmares

### Speler

#### Stade de Reims
- Ligue 1: 1948-49, 1952-53

### Manager
RSC Anderlecht
- Eerste Klasse: 1961–62, 1963–64, 1964–65, 1965–66
- Beker van België: 1964-65
- Beker der Jaarbeurssteden: 1969-70 (finalist)

### Individueel
Stade de Reims
- Ligue 1 top scorer: 1946-47 (33 goals)